# Кухня Шлезвиг-Гольштейна

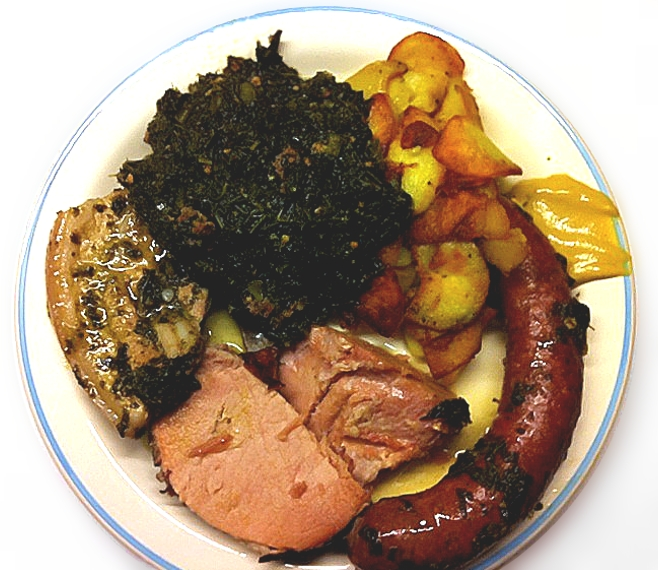
Типичное блюдо кухни Шлезвиг-Гольштейна — касселер с грюнколем

Кухня Шлезвиг-Гольштейна — региональная разновидность немецкой кухни. В ней чувствуется влияние кухни соседних регионов: Нижняя Саксония и Фрисландия, а также Дании. Близость к морю и суровый климат земли Шлезвиг-Гольштейн играют в местной кухне большую роль и определяют доступность ингредиентов.

## Типичные блюда
Одним из самых известных блюд земли Шлезвиг-Гольштейн является рагу—айнтопф «Груши, фасоль и бекон». К другим очень популярным блюдам относятся:
- Капуста с колбасой и свиными щеками (Grünkohl mitt Kochwurst und Schweinebacke (Pinkel)
- Saure Rolle[нем.] (разновидность колбасы)
- Датский десерт Rote Grütze (желательно с жидкими сливками)
- Лабскаус
- Mehlbüdel (разновидность клёцек, которые подают с сахаром, жидким маслом и свининой)
- Schnüüsch[нем.] (овощное рагу с молоком)
- Rübenmalheur (рагу из брюквы)
- Holsteiner Rübenmus[нем.] (тушёная брюква, похожая на стамппот)
- Holsteiner Sauerfleisch (разновидность кислого холодца, созревает и хранится в стеклянных банках для консервирования)
- Fliederbeersuppe (суп из бузины)
- Swattsuer (разновидность кровяного супа, также известного как шварцзауэр)
- Buttermilchsuppe mit Klüten (пахта с мучными клецками)
- Grünkohlsuppe (суп из капусты)
- Großer Hans[нем.] (разновидность хлебного пудинга)
- Nordseekrabben (креветки)

Овощи часто подают с соусом на основе масла и муки, который называется «Gestovtes Gemüse». В городе Эйдерштедт этот метод приготовления используется для приготовления брюквы, которую затем подают в качестве гарнира. В Эльмсхорне у блюда Graue Erbsen (букв. «Серый горошек») есть давние традиции, и, как правило, важную роль там играют молоко (с ним даже готовят Гольштейнский чай) и мясные продукты. Сыры из Хольтзе считаются фирменным продуктом, так же как и голштинская ветчина (Holsteiner Katenschinken).
Близость к морю приводит к тому, что рыба играет большую роль в кухне земли Шлезвиг-Гольштейн и присутствует во многих блюдах. Особенно типичными являются камбала, сельдь и кильские шпроты. Блюда из карпа традиционно подаются в канун Нового года.
Особенно в сельской и крестьянской кухне многие рецепты были преданы забвению с середины XX века, такие как «девичий румянец», булочки Förtchen, предшественник знаменитого берлинского пончика, Munkmarscher Muscheltopf (рагу из морепродуктов), Kalbfleischpudding — свиная грудинка с начинкой, которое является одним из многих блюд со сладкими гарнирами. Популярный десерт — ванильное мороженое, которое подают с ликёром Friesischer Bohnensuppe.
Излюбленное кондитерское изделие жителей этой немецкой земли — марципан. Его производят в крупнейшем городе региона, Любеке, где даже существует музей марципана. Любекский марципан знаменит по всей Германии. Крупнейший производитель этой сладости — фирма Niederegger.

## Вкусовые характеристики

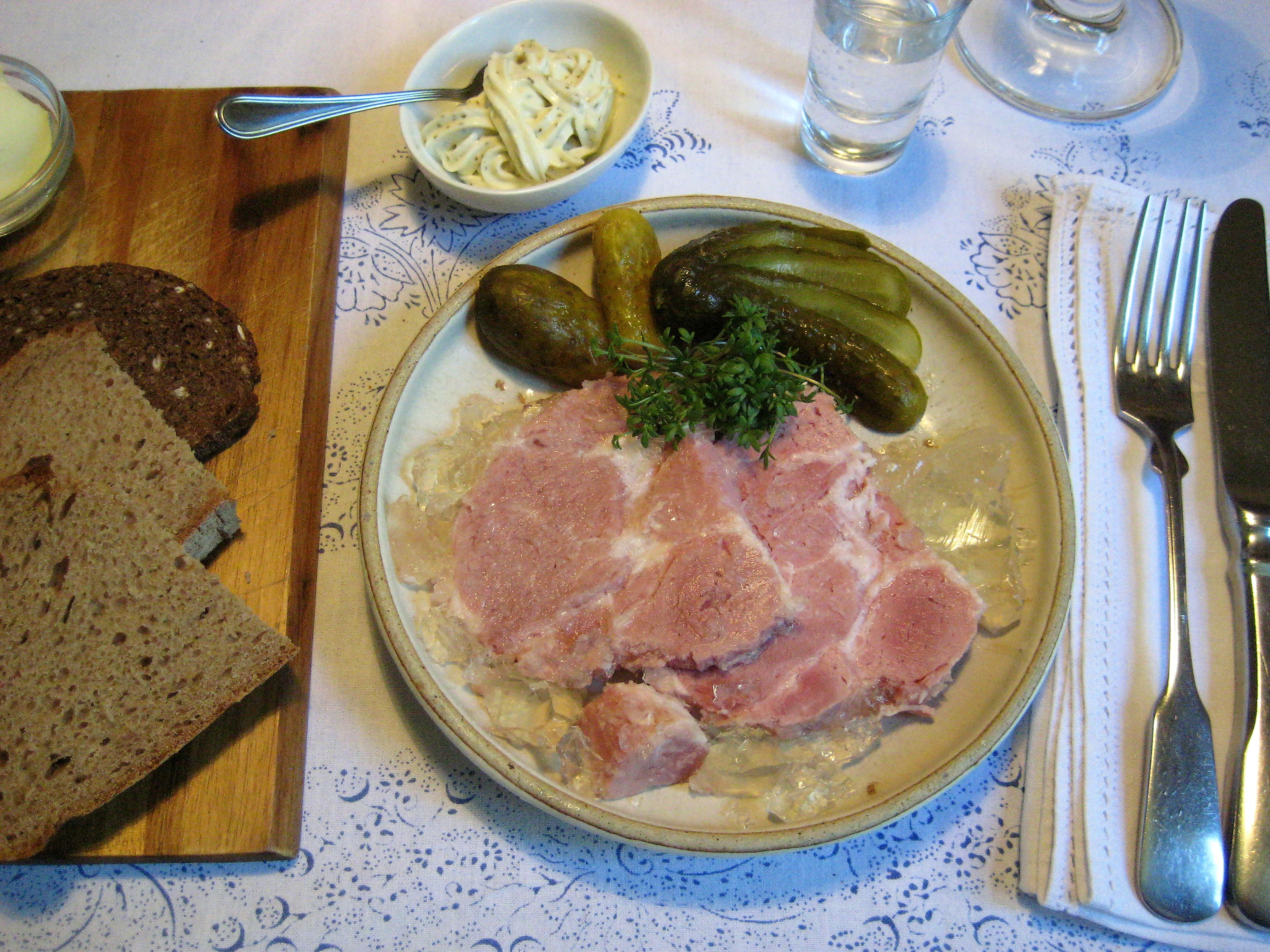
Зауэрфлайш по-гольштейнски, сервированный с маринованными огурцами и ремуладом

Одно из предпочтений этой региональной кухни — контрастное сочетание в блюдах сладкого с кислым или солёным. Эти комбинации также описываются как «Broken sööt» и особенно присутствует в блюдах с пометкой «ssötsuur» (кисло-сладкие). Многие типичные блюда, например, Holsteiner Sauerfleisch (зауэрфлайш по-гольштейнски) или Rübenmalheur (брюквенный айнтопф), имеют такой «сломанный вкус». Такое ощущение в основном возникает из-за сочетания острых мясных блюд со сладкими гарнирами, таких как знаменитое стью Birnen, Bohnen und Speck (груши, фасоль и бекон). В этом рагу сладость груши сочетается с сытным и насыщенным беконным бульоном. В некоторых блюдах это сочетание вкуса достигается путём длительного тушения мяса вместе с овощами, а затем подаётся, например, с карамелизированным картофелем или небольшим количеством сахара для добавления и регулировки сладости после процесса приготовления. Часто сладость также обусловлена сухофруктами, такими как сливы или изюм, которые не только используются в качестве начинки для птицы, но также могут быть поданы в качестве гарнира к жареному мясу или рыбе, а также добавлены в куриный или говяжий бульон.

## Напитки
Помимо обычных напитков, в меню кухни земли Шлезвиг-Гольштейн включено множество ликёров, например, зерновой шнапс Korn, которые принято пить вместе с пивом. Это сочетание также называют «Lütt un Lütt», что буквально означает «маленький и маленький». Самые известные пивные бренды федеральной земли Шлезвиг-Гольштейн, это Flensburger Pilsener и Dithmarscher Pilsener. Фирменными горячими напитками являются на основе какао лумумба или Tote Tante («Мёртвая тётя»), кофейный напиток с ромом «Pharisäer» («Фарисей») и «Punch» (разновидность глёга).